# Argumentum ad populum
Argumentum ad populum, (latin ”argument till folket”) även känt som folkets argument eller demokratisk fallasi, är en fallasi, en typ av genetiskt argument och således ett argumentationsfel. Argumentet utgår från att om en folklig majoritet anser att ett påstående är sant eller bra stämmer det. Fallasin är känslobaserad då den vänder sig till folks passioner och fördomar istället för en relevant förklaring.

## Beskrivning
Argumentum ad populum är en fallasi, mer specifikt en relevansfallasi och är på det sättet lik auktoritetsargument (argumentum ad verecundiam). Likheten kommer från att de båda vänder sig till andra människors åsikter som en auktoritet i frågor istället för att ge faktiskt stöd för påståendet. De skiljer sig dock i vilka auktoriteter de vänder sig till. Även om allmänhetens åsikt om ett påstående skulle vara sann ger det bara svagt stöd för påståendet, då allmänhetens åsikter sällan är objektiva i frågor. Argumenten använder sig därför av majoritetens åsikt, smak och värderingar i frågor som sanning. Motsatsen, att något är dåligt för att en minoritet anser det, är också en del av fallasin då samma förutsättningar gäller.
Denna Fallasi förekommer ofta i reklam där den används för att påpeka att en produkt är populär eller att den upprätthåller majoritetens värderingar och spelar därför på kundens känslor, istället för att framhäva fakta kring produkten.
Ad populum kan även förekomma inom politiken för att skapa en vi mot dem-känsla, där "vi" (talaren och dess publik) tycker en viss sak medan "de" (motståndare) tycker motsatsen. Talaren försöker därför använda känslor för att spela en grupp mot en annan. Ett exempel kan vara att en politiker har ett trädgårdsland och i ett tal till jordbrukare säger: "Vi hårt arbetande jordbrukare måste stå tillsammans och framhäva våra intressen." Politikern kan använda sig av ett sådant svagt argument för att skapa en gemenskap kring sig och sina framtida väljare genom att påstå att hen delar majoritetens värderingar.
Folkets argument ska inte förväxlas med den demokratiska processen. I en omröstning utgör majoritetens vilja grunden för politiska beslut. Det är därför normalt att följa vad majoriteten anser är rätt. Det gör dock inte att deras åsikter bestämmer över kunskap eller sanning. Problemen med den här typen av argument är att de försöker övertyga att man ska agera enligt majoritetens åsikt i allt.

## Historia
Argumentum ad populum myntades av teologen och logikern Isaac Watts i boken Logick; or, The Right Use of Reason in the Inquiry After Truth (1725) tillsammans med argumentum ad fidem (vädja till tro) och argumentum ad passiones (vädja till passion). Watts menade inte att dessa var sanna fallasier utan att argumenten istället saknade empiriskt underlag för påståenden och hänvisade istället till naturliga orsaker utan bevis.

## Exempel
Argumentet är uppbyggt enligt formen:
- En majoritet av folket anser att A är sant
- Alltså är A sant

Exempel:
- En majoritet av Sveriges befolkning anser att monarkin är bra
- Alltså är monarkin bra för Sveriges befolkning